# Прищъпване на Ранвие
Прищъпване на Ранвие е специфично равномерно изтъняване на миелиновата обвивка на нервните влакна. Миелинът се образува от т.нар. Шванови клетки, които са навити около осевите цилиндри. Те са наредени една до друга по дължината им, но при преминаването от една към друга Шванова клетка миелиновата покривка се прекъсва като образува и характерното прищъпване.
Прищъпванията на Ранвие играят роля при достъпа на хранителни вещества до нервното влакно. Смята се, че оказват съществено усилване на скоростта на предаване на нервните импулси, тъй като скъсяват техния път, чрез прескачане през прищъпванията. Разстоянията между отделните миелинови сегменти при новородените е 0,3 mm, а при възрастните организми 1 mm.